# Boston Society of Film Critics Awards 2007
La 28ª edizione dei Boston Society of Film Critics Awards si è svolta il 9 dicembre 2007.

## Premi e candidature

### Miglior film
- Non è un paese per vecchi (No Country for Old Men), regia di Joel ed Ethan Coen
  - 2º classificato: Lo scafandro e la farfalla (Le scaphandre et le papillon), regia di Julian Schnabel

### Miglior attore
- Frank Langella - Starting Out in the Evening
  - 2º classificato: Daniel Day-Lewis - Il petroliere (There Will Be Blood)

### Migliore attrice
- Marion Cotillard - La vie en rose (La Môme)
  - 2ª classificata: Julie Christie - Away from Her - Lontano da lei (Away from Her)

### Miglior attore non protagonista
- Javier Bardem - Non è un paese per vecchi (No Country for Old Men)n
  - 2º classificato: Ben Foster - Quel treno per Yuma (3:10 to Yuma)

### Migliore attrice non protagonista
- Amy Ryan - Gone Baby Gone
  - 2ª classificata: Cate Blanchette - Io non sono qui (I'm Not There)

### Miglior regista
- Julian Schnabel - Lo scafandro e la farfalla (Le scaphandre et le papillon)
  - 2° classificati: Joel ed Ethan Coen - Non è un paese per vecchi (No Country for Old Men)

### Migliore sceneggiatura
- Brad Bird - Ratatouille
  - 2º classificato: Ronald Harwood - Lo scafandro e la farfalla (Le scaphandre et le papillon)

### Miglior fotografia
- Janusz Kaminski - Lo scafandro e la farfalla (Le scaphandre et le papillon)
  - 2º classificato: Roger Deakins - L'assassinio di Jesse James per mano del codardo Robert Ford (The Assassination of Jesse James by the Coward Robert Ford), Non è un paese per vecchi (No Country for Old Men) e Nella valle di Elah (In the Valley of Elah)

### Miglior documentario
- Crazy Love, regia di Fisher Stevens
  - 2º classificato: The King of Kong: A Fistful of Quarters, regia di Seth Gordon

### Miglior film in lingua straniera
- Lo scafandro e la farfalla (Le scaphandre et le papillon), regia di Julian Schnabel

### Miglior regista esordiente
- Ben Affleck - Gone Baby Gone
  - 2º classificato: Tony Gilroy - Michael Clayton

### Miglior cast
- Onora il padre e la madre (Before the Devil Knows You're Dead)
  - 2° classificati: Io non sono qui (I'm Not There) e Suxbad - Tre menti sopra il pelo (Superbad) (ex aequo)